# Alexandra-Therese Keining
Alexandra-Therese Keining (Lomma, 16 december 1976) is een Zweeds regisseur, scenarioschrijver, jeugdboekenschrijfster en castingdirector.

## Biografie
Alexandra Thérése Keining werd in 1976 geboren in Lomma, Skåne län en volgde een filmopleiding in Los Angeles. Op 26-jarige leeftijd regisseerde Keining haar eerste speelfilm, Hot Dog. Daarna wilde ze kennismaken met verschillende aspecten van het filmmaken en werkte ze onder andere als regie-assistente, scenarioschrijver en castingdirector voordat ze in 2011 haar tweede film Kyss mig regisseerde. De film ging over lesbische liefde en werd vanwege dat onderwerp veel besproken en ontving relatief goede kritieken van de Zweedse filmcritici. Zelfs in het buitenland trok de film aandacht, waarna Keining de publieksprijs voor de beste doorbraak ontving op een AFI Fest in Los Angeles. Haar speelfilm Pojkarna, gebaseerd op de gelijknamige jeugdroman van Jessica Schiefauer, ging in première op het internationaal filmfestival van Toronto 2015 in de Contemporary World Cinema-sectie en werd goed onthaald. De film werd in 2017 genomineerd voor drie Guldbagge-prijzen, waaronder de prijs voor beste regie.
In 2013 nam Keining samen met Karin Dreijer Andersson, Liv Strømquist, Rebecca en Fiona, Gnucci, Tommie X en Anna von Hausswolff deel aan een interviewboek van Kristoffer Andersson, DIY - Do It Yourself, over de Do it yourself-cultuur.
In 2014 debuteerde Keining met de jeugdroman 14, gepubliceerd door Lilla Piratförlaget. In september 2015 verscheen haar tweede boek, de striproman Nour och den magiska drycken, met illustraties van Peter Bergting. Het verhaal voor de leeftijdsgroep van 7-10 jaar gaat over de Iraanse achtjarige Nour die op een dag de gedachten van mensen kan horen.

## Filmografie
- 2015: Pojkarna (regie en scenario)
- 2012: Elegia (regie en scenario)
- 2011: Kyss mig (regie en scenario)
- 2002: Hot Dog (regie en scenario)

## Prijzen en nominaties
De belangrijkste:
| Jaar | Prijs     | Categorie   | Film     | Uitslag     |
| ---- | --------- | ----------- | -------- | ----------- |
| 2017 | Guldbagge | Beste regie | Pojkarna | Genomineerd |